# Stazione di Rokujizō

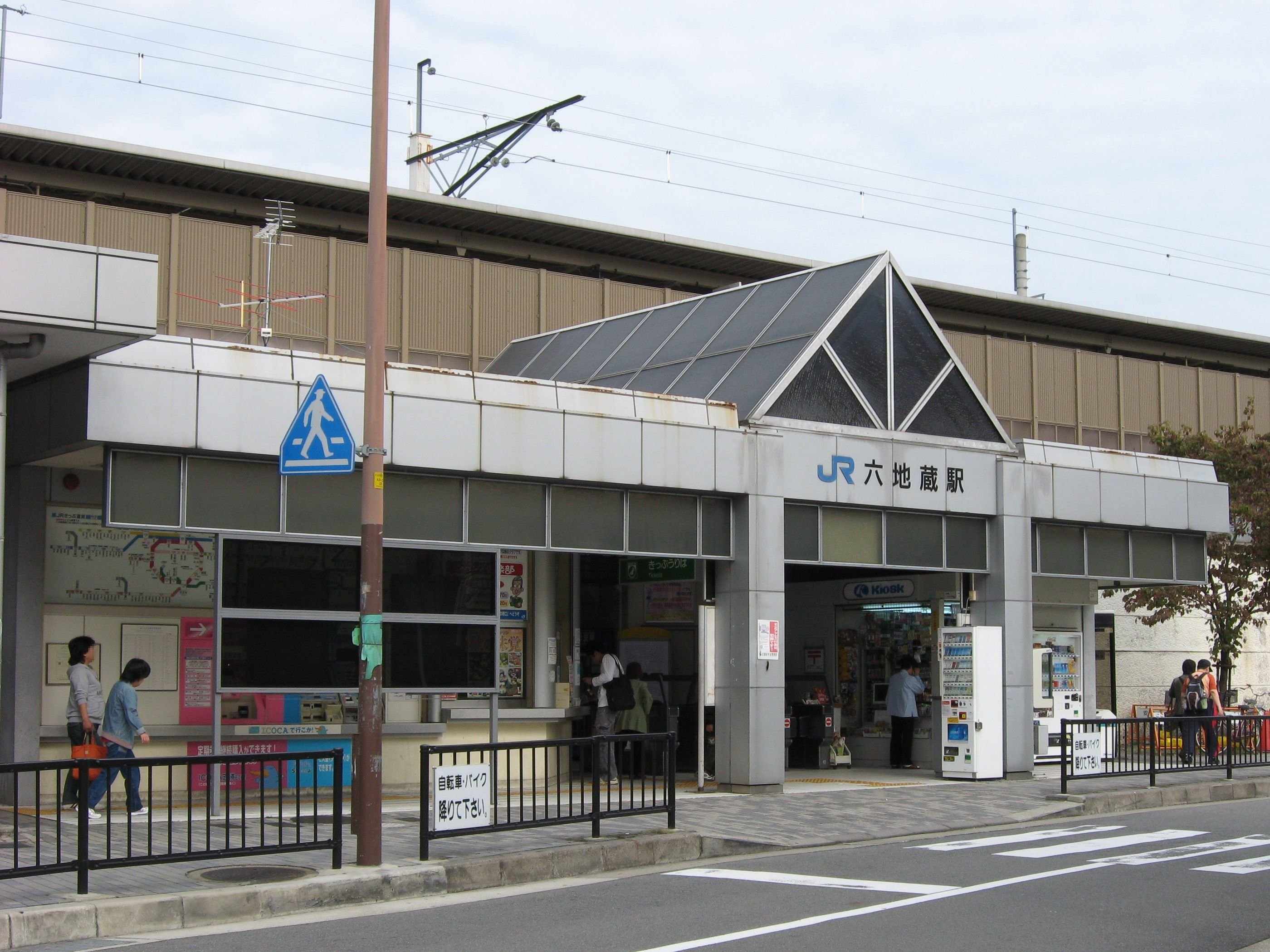
Vista della stazione JR

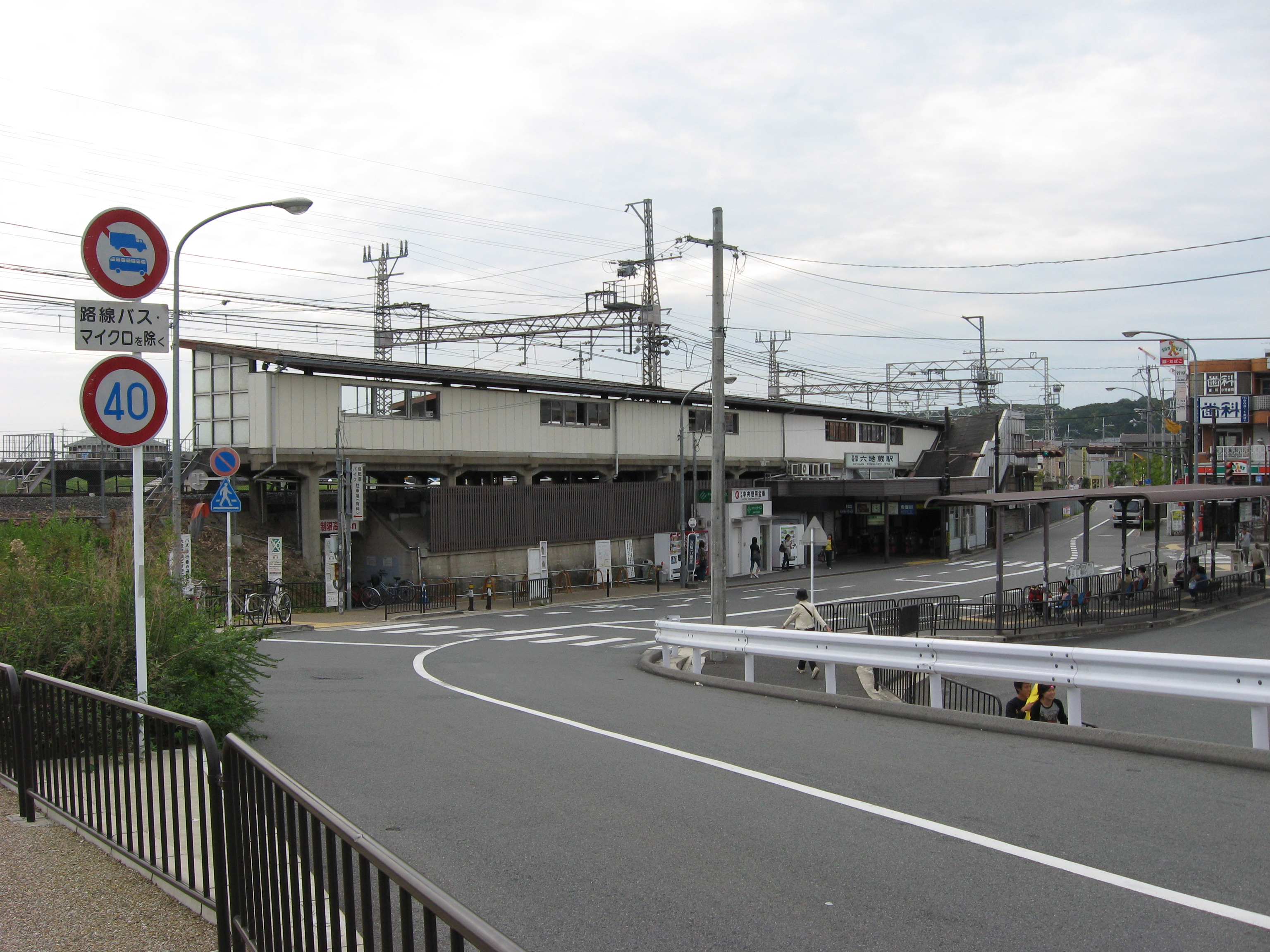
Vista della stazione Keihan

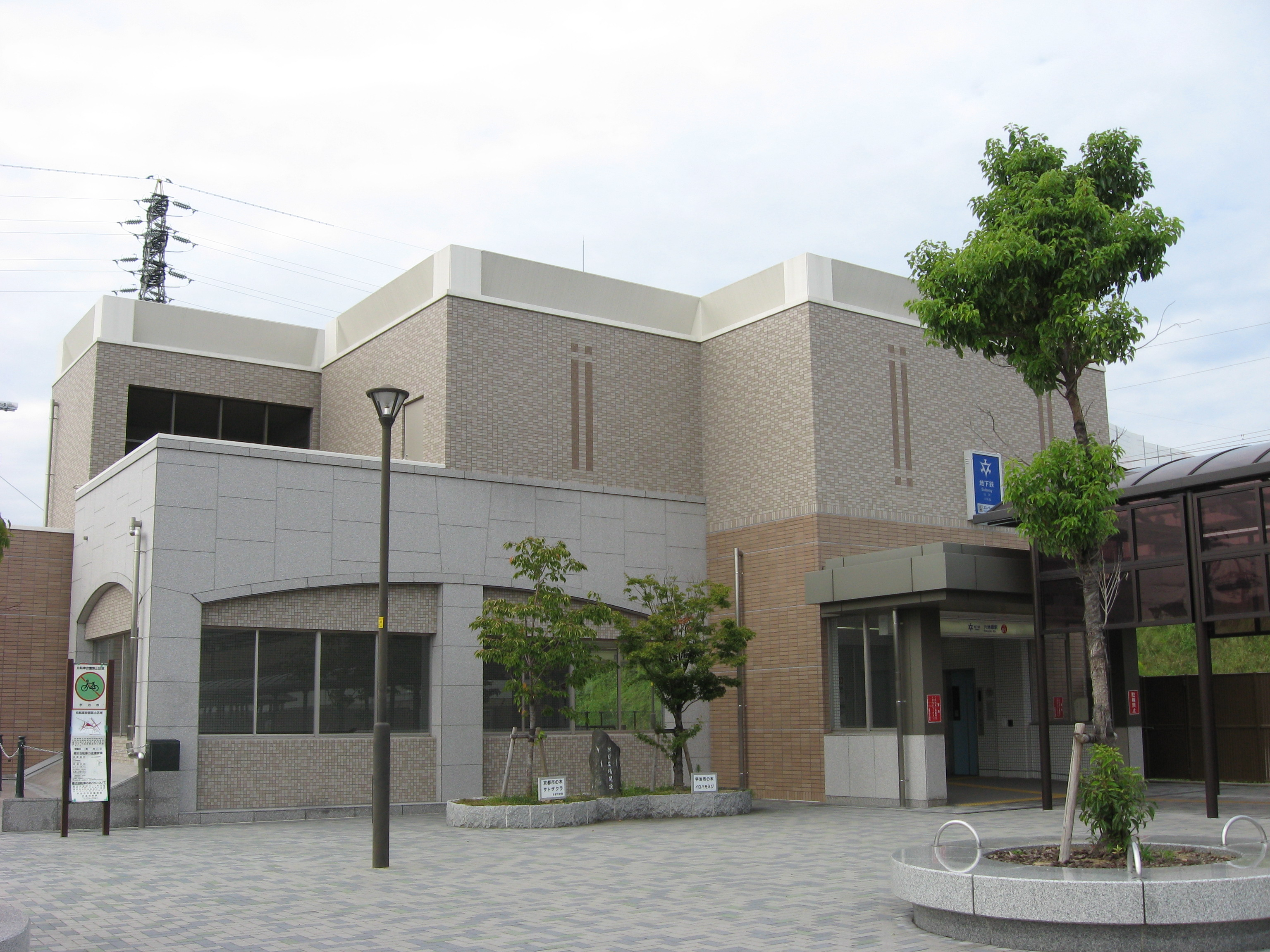
Vista dell'ingresso della stazione della metropolitana

La stazione di Rokujizō (六地蔵駅?, Rokujizō-eki) è costituita da due stazioni interconnesse a nella città di Uji nella prefettura di Kyoto, in Giappone. Le due stazioni sono servite dalla linea Keihan Uji delle Ferrovie Keihan e dalla linea Nara della JR West, ed è dotata di 2 binari passanti in superficie per ciascuno dei due operatori.

## Linee e servizi

### Treni
Ferrovie Keihan
● Linea Keihan Uji
 JR West
■ Linea Nara

### Metropolitane
Metropolitana di Kyoto
 Linea Tōzai

## Struttura
La stazione è di fatto un nodo di interscambio costituita da tre stazioni fisicamente separate fra di loro.

### Stazione JR West
La stazione della JR West è dotata di un marciapiede a isola centrale con due binari
| 1 | ■ Linea Nara | per Kyoto e alcuni per Nara |
| 2 | ■ Linea Nara | per Uji e Nara              |

### Stazione Keihan
La stazione è costituita da due marciapiedi laterali e due binari passanti su terrapieno.
| 1 | ● Linea Keihan Uji | per Chūshojima, Hirakatashi, Kyōbashi, Yodoyabashi o Nakanoshima (linea Nakanoshima) |
| 2 | ● Linea Keihan Uji | per Uji                                                                              |

### Stazione linea Tōzai
La stazione è sotterranea ed è il capolinea della linea Tōzai, dotata di due binari tronchi.
| 1-2 | Linea Tōzai | per Misasagi, Karasuma-Oike, Nijō e Uzumasa Tenjingawa |

## Stazioni adiacenti
| «                                 | Servizio                                | »                |
| Linea Keihan Uji                  | Linea Keihan Uji                        | Linea Keihan Uji |
| --------------------------------- | --------------------------------------- | ---------------- |
| Momoyama                          | Locale                                  | Kohata           |
| Linea JR Nara                     |                                         |                  |
| Momoyama minamiguchi              | Locale                                  | Kowata           |
| Tōfukuji                          | Rapido sezionale Rapido Rapido Miyakoji | Uji              |
| Tutti gli altri treni non fermano |                                         |                  |
| Linea Tōzai                       |                                         |                  |
| Ishida                            | -                                       | Capolinea        |